# توني ألن
توني ألن (بالإنجليزية: Tony Allen)‏ مواليد 11 يناير 1982، هو لاعب كرة سلة أمريكي يلعب مع فريق ميمفيس غريزليس في الرابطة الوطنية لكرة السلة ويحمل الرقم 9. يبلغ طوله 6 قدم 4 بوصة (1.9 م).

## فرق لعب لها
- بوسطن سيلتكس
- ميمفيس غريزليس

## روابط خارجية
- توني ألن على موقع إن بي أي (الإنجليزية)
- توني ألن على موقع سبورتس رفرنس (الإنجليزية)
- توني ألن على موقع كرة السلة الأوروبية.كوم (الإنجليزية)
- توني ألن على موقع إي إس بي إن.كوم (الإنجليزية)
- توني ألن على موقع كلية كرة السلة في سبورتس رفرنس.كوم (الإنجليزية)
- توني ألن على موقع ريلجم (الإنجليزية)
- توني ألن على موقع بروبوليرز (الإنجليزية)